# Hans-Joachim Rotzsch

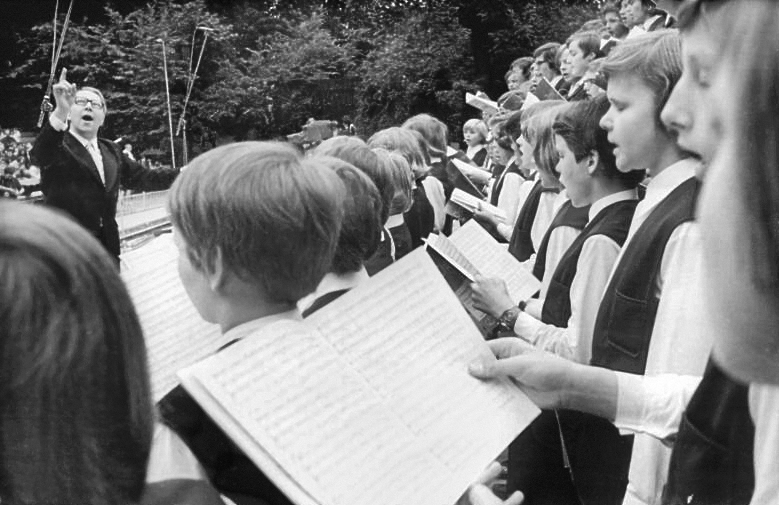
Hans-Joachim Rotzsch leitet den Thomanerchor in Erfurt (1974)

Hans-Joachim Rotzsch (* 25. April 1929 in Leipzig; † 25. September 2013 ebenda) war ein deutscher Sänger (Tenor), Chorleiter und Hochschullehrer. Von 1972 bis 1991 war er Thomaskantor.

## Leben

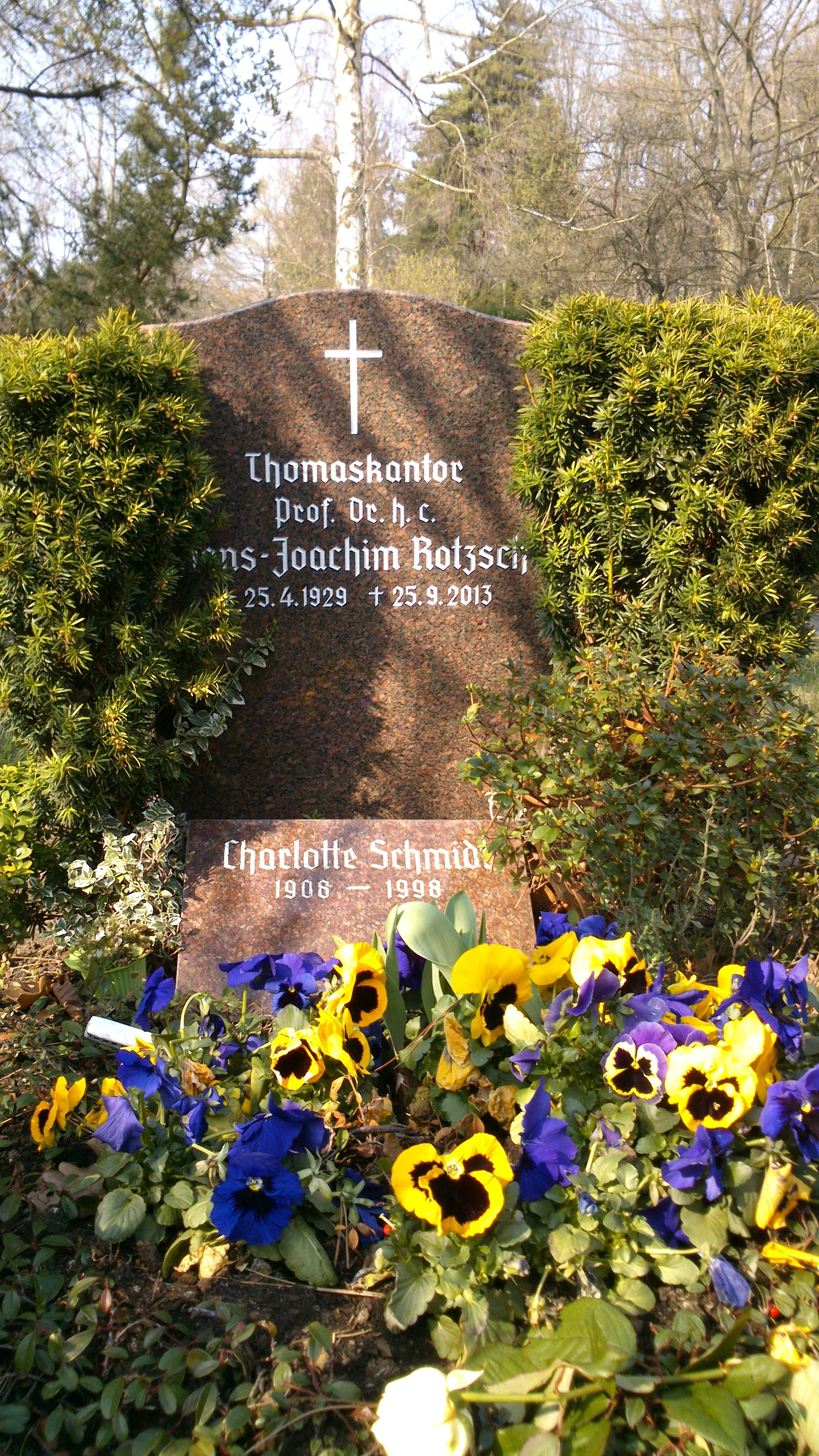
Grabstätte auf dem Leipziger Südfriedhof

Rotzsch besuchte von 1940 bis 1945 das Musische Gymnasium Frankfurt, dessen künstlerischer Leiter Kurt Thomas war. Nach einer Lehre begann er 1949 ein Studium der Kirchenmusik an der Leipziger Musikhochschule, einer seiner Orgellehrer war hier Günther Ramin. Privat nahm er Gesangsunterricht bei Fritz Polster.
Rotzsch wurde zunächst als Oratorientenor bekannt, wurde Mitglied der Leipziger Bachsolisten und sprang auf einer Konzerttournee des Leipziger Thomanerchores in Basel 1954 kurzfristig als Tenorsolist ein. Von nun an trat er regelmäßig mit dem Thomanerchor auf und übernahm bald dessen Stimmbildung. 1963 wurde er Leiter des Leipziger Universitätschores, den er bis 1973 führte. Im Jahr 1972 folgte er Erhard Mauersberger auf dem Posten des Thomaskantors nach. Wenige Wochen zuvor wurde ihm der Titel eines Professors verliehen. Von 1974 bis 1979 war Rotzsch Leipziger CDU-Stadtverordneter.
Vom Amt des Thomaskantors trat Rotzsch 1991 zurück, um seiner Entlassung durch die Stadt Leipzig wegen seiner IM-Tätigkeit für das Ministerium für Staatssicherheit seit 1973 zuvorzukommen. Sein Rücktritt war von zahlreichen Protesten Leipziger Bürger, aktiver und ehemaliger Thomaner sowie der Eltern von Thomanern begleitet, die sich vehement für ihn einsetzten. Sein Nachfolger wurde Georg Christoph Biller.
Rotzsch gründete 1990 die Kulturstiftung Leipzig. Im Oktober 1992 wurde Rotzsch als ordentlicher Gastprofessor für evangelische Kirchenmusik an das Mozarteum in Salzburg berufen, wo er bis 2000 wirkte.

## Auszeichnungen
- 1967: Kunstpreis der DDR
- 1976: Nationalpreis der DDR für Kunst und Literatur, II. Klasse
- 1980: Arthur-Nikisch-Preis der Stadt Leipzig
- 1987: Kunstpreis der Stadt Leipzig
- 1988: Ehrendoktor der Universität Leipzig

## Diskografie (Auswahl)

### Als Sänger
- Ludwig van Beethoven: Sinfonie Nr. 9 d-Moll op. 125. Mit Ingeborg Wenglor, Ursula Zollenkopf, Theo Adam, Rundfunkchor Leipzig, Gewandhausorchester Leipzig, Dirigent: Franz Konwitschny, RTL Klassikothek, Audio-CD

- Franz Schubert: Messen D. 678 & D. 950. Mit Helen Donath, Ingeborg Springer, Peter Schreier, Theo Adam, Staatskapelle Dresden, Dirigent: Wolfgang Sawallisch
- Heinrich Schütz: Johannes-Passion SWV 481, Psalmen Davids SWV 40. Mit Peter Schreier, Gothart Stier, Dresdner Kreuzchor, Capella Fidicina, Dirigent: Martin Flämig

- Heinrich Schütz: Kleine Geistliche Konzerte. Mit u. a. Adele Stolte, Otto Steinkopf, Jakob Stämpfli, Walter Gerwig, Frauke Haasemann, Arno Schönstedt, Herrad Wehrung,  Leitung: Wilhelm Ehmann, Label Cantate

### Als Dirigent
- Hugo Distler: Die Weihnachtsgeschichte Op. 10. Mit dem Thomanerchor
- 800 Jahre Thomanerchor Leipzig, Werke früherer Thomaskantoren. Werke von Bach, Schein, Hiller, Weinlig, Schicht, Schelle. Mit dem Thomanerchor, Gewandhausorchester, Neues Bachisches Collegium Musicum (Crystall Classics; 2012)
- Johann Sebastian Bach: Johannespassion. Mit dem Thomanerchor, Gewandhausorchester, (BMG Classics 1976/1998)

Bach-Kantaten
- Ich hatte viel Bekümmernis, BWV 21. Mit Arleen Augér, Peter Schreier, Siegfried Lorenz, Thomanerchor, Neues Bachisches Collegium Musicum, Aufnahme: 1981–83
- Der Himmel lacht! Die Erde jubilieret, BWV 31 / Erfreut euch, ihr Herzen BWV 66. Mit Helga Termer, Heidi Rieß, Eberhard Büchner, Siegfried Lorenz, Hermann Christian Polster, Thomanerchor, Gewandhausorchester
- Magnificat und 21 Kantaten. Mit Mitsuko Shirai, Doris Soffel, Peter Schreier, Arleen Augér, Ortrun Wenkel, Theo Adam, Siegfried Lorenz, Thomanerchor, Gewandhausorchester, Neues Bachisches Collegium Musicum (11 Audio-CD)
- Schwingt freudig euch empor, BWV 36; Nun komm, der Heiden Heiland, BWV 61; Wachet auf, ruft uns die Stimme, BWV 140. Mit Arleen Augér, Peter Schreier, Siegfried Lorenz, Thomanerchor, Neues Bachisches Collegium Musicum